# Gipsmühle Tiengen
Die Gipsmühle Tiengen war eine Gipsmühle und ein Gipswerk in Tiengen, heute Waldshut-Tiengen. Sie grenzte unmittelbar an den Friedhof Tiengen.

## Geschichte
Der Gips aus den Formationen des Mittleren Muschelkalks an den Hängen des Talbachs wurde zuerst in der Ölmühle Tiengen verarbeitet. 1885 übernahm Albert Gebhardt den inzwischen in die ‚Schneidersche Mühle‘ verlegten Betrieb und errichtete das Gipswerk Gebhardt. 1892 wurde eine 1200 m lange Drahtseilbahn errichtet, die bis 1939 in Betrieb war und den Rohgips aus dem Steinbruch an der Ripphalde zur Mühle und zu den Kammeröfen beim Bahnhof beförderte. 1893 wurde ein Teil des Wassers des Talbachs zu einem Hochbehälter kanalisiert und über ein Stahlrohr mit 50 m Gefälle mittels einer Turbine zur Stromerzeugung genutzt. 1911 wurde ein großes Gipssilo erbaut. 1929 wurde ein Stollen im Vitibuck (ohne Abbau, da kein Gips gefunden wurde) und 1940 ein Stollen am Glockenberg aufgefahren (hier mit Erfolg, der Abbau durfte nur im Kammerbau erfolgen). Vor dem Ersten Weltkrieg wurden 130 Arbeiter beschäftigt. Hergestellt wurden Putzgips, Gipsdielen und Wandplatten, dazu technischer und medizinischer Gips. 1972 stellte die Albert Gebhardt Gipswerk GmbH den Betrieb ein. Der ausgedehnte Steinbruch wurde als Mülldeponie des Kreises Waldshut aufgefüllt. Der Schornstein der Gipsfabrik wurde 1978 gesprengt. Die Besitzer erbauten sich oberhalb des Bahnhofs die Villa Gebhardt im Schwarzwaldstil, die noch besteht.
Zuletzt wurden noch Gipsdielen mit zugekauftem Gips gefertigt. Heute ist die einstige Produktions- und Lagerfläche mit Wohnhäusern ‚An der Gipsmühle‘ überbaut.